# Epsilon Cancri
Epsilon Cancri (ε Cnc / ε Cancri) è un sistema stellare di magnitudine 6,29 situato nella costellazione del Cancro. Dista 548 anni luce dal sistema solare e fa parte del brillante ammasso aperto del Presepe, del quale è la componente più luminosa.

## Osservazione
Si tratta di una stella situata nell'emisfero celeste boreale; grazie alla sua posizione non fortemente boreale, può essere osservata dalla gran parte delle regioni della Terra, sebbene gli osservatori dell'emisfero nord siano più avvantaggiati. Nei pressi del circolo polare artico appare circumpolare, mentre resta sempre invisibile solo in prossimità dell'Antartide. La sua magnitudine pari a 6,29 la rende al limite della visibilità a occhio nudo e pertanto può essere scorta solo sotto un cielo completamente libero dagli effetti dell'inquinamento luminoso.
Il periodo migliore per la sua osservazione nel cielo serale ricade nei mesi compresi fra febbraio e giugno; nell'emisfero nord è visibile anche per buona parte dell'estate, grazie alla declinazione boreale della stella, mentre nell'emisfero sud può essere osservata limitatamente durante i mesi autunnali australi.

## Caratteristiche fisiche
La stella è in realtà una stella multipla: la principale ε Cancri A è una stella bianca di sequenza principale di classe spettrale A5m e una magnitudine assoluta di 0,16. con un periodo di 35 giorni. Si tratta della stella più luminosa appartenente all'ammasso aperto del Presepe, nel quale costituisce il vertice sudoccidentale di un quadrilatero di stelle di sesta magnitudine situato al centro dell'ammasso. ε Cancri B è anche una binaria spettroscopica con un periodo di 35 giorni e la m nel suo spettro indica che è anche una stella a linee metalliche.
ε Cancri B, denominata anche HD 73711, è invece di tipo spettrale F3III. La separazione da A di B è, visualmente, di 134 secondi d'arco.